# Podmokly (Rokycany)
Podmokly è un comune della Repubblica Ceca facente parte del distretto di Rokycany, nella regione di Plzeň.